# Мошеници
„Мошеници“ (на английски: Swindle) е американска телевизионна комедия от 2013 г., с участието на Дженет Маккърди, Ноа Крофърд, Крис О'Нийл, Ариана Гранде, Ноа Мънк, Ерик Евануик и Сиара Браво. Режисьор е Джонатан Джъдж, а филмът е базиран на едноименния роман, написан от Гордън Корман. Премиерата на филма е излъчена по Nickelodeon на 24 август 2013 г. с повече от 4.2 милиона зрители. Филмът е издаден на DVD на 19 март 2014 г., и на Blu-ray на 4 декември 2015 г.

## Актьорски състав

### Главни герои
- Ноа Крофърд – Грифин Бинг
- Крис О'Нийл – Бен Дюпри
- Дженет Маккърди – Савана Уескот
- Ноа Мънк – Дарън Вейдър
- Ариана Гранде – Аманда „Манди“ Бенсън
- Сиара Браво – Мелиса Бинг
- Фред Евануик – Пол Суиндел

### Второстепенни герои
- Санди Робсън – Антон Лефевър
- Гардинър Милар – Иван Волков/господин Уестскот, бащата на Савана
- Мичъл Дюфийлд – Еди Голдмейър
- Екстазия Сандърс – Управител на хотела
- Крис Шийлдс – господин Дюпри
- Лучия Уолтърс – госпожа Дюпри
- Фара Авива – Булката
- Аурелио ДиНуцио – Бащата на булката
- Филип Лий – Джой
- Марът Грийн – Репортер на новини

## Производство
Снимачния процес на филма се проведе във Ванкувър през есента на 2012 г.

## В България
В България филмът е излъчен по локалната версия на „Никелодеон“.
По-късно е качен в стрийминг платформата SkyShowtime.

### Нахсинхронен дублаж
| Роля                  | Изпълнител                   |
| --------------------- | ---------------------------- |
| Грифин Бинг           | Асен Кукушев                 |
| Бен Дюпри             | Севар Иванов                 |
| Савана                | Поля Цветкова                |
| Дарън Вейдър          | Живко Джуранов               |
| Аманда „Манди“ Бенсън | Вилма Карталска              |
| Мелиса Кинг           | –                            |
| Пол Суиндъл           | Цанко Тасев                  |
| Антон Лефевър         | Христо Бонин                 |
| Еди Голдмейър         | Владимир Зомбори             |
| Кирстен               | Живка Донева                 |
| Г-жа Дюпри            | Живка Донева                 |
| Г-н Дюпри             | Кирил Ивайлов                |
| Други гласове         | Мира Върбанова Ирена Велчева |

| Обработка              | студио „Александра Аудио“ |
| ---------------------- | ------------------------- |
| Изпълнителен продуцент | Васил Новаков             |
| Преводач               | Стоянка Димова            |
| Тонрежисьор            | Стефан Стефанов           |
| Режисьор на дублажа    | Екатерина Минкова         |